# الصندوق الخاص بتدبير آثار زلزال المغرب 2023
الصندوق الخاص بتدبير آثار زلزال المغرب 2023، صندوق يتحمل النفقات المتعلقة بالبرنامج الاستعجالي، ويعنى بإعادة تأهيل وإعمار المنازل المدمرة، واستئناف النشاط الاقتصادي بعد الزلزال الذي عرفته مجموعة من المناطق في المغرب.
نظرا للطابع الاستعجالي والضرورة الملحة التي تفرضها طبيعة الارتدادات الناتجة عن الزلازل ، خاصة زلزال الحوز الذي ضرب بلد المغرب، انخرط على إثرها ملك المغرب محمد السادس، بإعطاء تعليمات دقيقة لاسيما في جلسة عمل بالقصر الملكي بالرباط، خصصت لتباحث الأوضاع التي خلفها الزلزال العنيف، والذي خلف خسائر بشرية كبيرة ومادية في العديد من جهات المملكة المغربية؛ تم بموجبها إحداث صندوق خاص بتدبير الآثار المترتبة عن الزلزال الذي عرفه المغرب.

## قوانين منظمة
- تعليمات الملك محمد السادس.
- مشروع المرسوم 2.23.811 الصادر في 24 من صفر 1445 (10 شتنبر 2023).[1]
- مقتضيات الفصل 70 من الدستور.[2]
- أحكام المادة 26 من القانون التنظيمي رقم 130.13 لقانون المالية، الصادر بتنفيذه الظهير الشريف رقم 1.15.62 بتاريخ 14 من شعبان 1436 (2 يونيو 2015).[3]
- المادة 28 من قانون المالية رقم 50.22 للسنة المالية 2023، الصادر بتنفيذه الظهير الشريف رقم 1.22.75 بتاريخ 18 من جمادى الأولى 1444 (13 ديسمبر 2022).[4]
- المادة 25 من المرسوم رقم 2.15.426 الصادر في 28 من رمضان 1436 (15 يوليو 2015) المتعلق بإعداد وتنفيذ قانون المالية كما تم تغييره وتتميمه.

## قدمه
الوزير المنتدب لدى وزارة الاقتصاد والمالية، المكلف بالميزانية، فوزي القجع.

## أهدافه
- اتخاذ التدابير العاجلة لفائدة الساكنة والمناطق المتضررة من الزلزال الذي عرفته المملكة المغربية.[6]
- تلقي المساهمات التطوعية التضامنية للهيآت الخاصة والعمومية والمواطنين.
- إعادة تأهيل وتقديم الدعم لإعادة بناء المنازل المدمرة على مستوى المناطق المتضررة؛ والنفقات المتعلقة بالتكفل بالأشخاص في وضعية صعبة، خصوصا اليتامى والأشخاص في وضعية هشة.
- التكفل الفوري بكافة الأشخاص بدون مأوى جراء الزلزال، لاسيما في ما يرتبط بالإيواء والتغذية وكافة الاحتياجات الأساسية؛ والنفقات المتعلقة بتشجيع الفاعلين الاقتصاديين بهدف الاستئناف الفوري للأنشطة على مستوى المناطق المعنية؛ والنفقات المتعلقة بتشكيل احتياطات ومخزون للحاجيات الأولية على مستوى كل جهة من المملكة من أجل مواجهة كل أشكال الكوارث؛ وجميع النفقات الأخرى المرتبطة بتدبير آثار هذا الزلزال

## المساهمون في صندوق تدبير آثار الزلزال
- الملك محمد السادس (عبر شركة المدى القابضة) 1.000.000.000 درهم.
- المكتب الشريف للفوسفاط 1.000.000.000 درهم.[7]

## الشركات
- الشركة الوطنية للإذاعة والتلفزة 40.000.000 درهم.
- مجموعة لابيل في 25.000.000 درهم.[8]
- مجموعة كوسومار 25.000.000 درهم.[9]
- الشركة العامة للأشغال بالمغرب 10.000.000 درهم.[10]
- لوسيور كريسطال 3.000.000 درهم.[11]

## المؤسسات العمومية
- بنك المغرب 1.0000.000.000 درهم.[12]
- الوكالة الوطنية للمحافظة العقارية 1.000.000.000 درهم.[13]
- المديرية العامة للأمن الوطني 50.000.000 درهم.[14]
- إدارة الجمارك والضرائب غير المباشرة 20.000.000 درهم.[15]

## المؤسسات والمنظمات غير الحكومية
- المجموعة المهنية لبنوك المغرب 850.000.000 درهم.[16]
- الجامعة المغربية للتأمين 150.000.000 درهم.[17]
- مؤسسة الأعمال الاجتماعية للتعليم 50.000.000 درهم.[18]
- مؤسسة سهام 20.000.000 درهم.[19]
- المجلس الوطني لهيئة الموثقين بالمغرب 5.000.000 درهم.[20]
- جمعية التضامن الاجتماعي (إدارة السجون وإعادة الإدماج) 3.000.000 درهم.[21]
- الجامعة الملكية المغربية لكرة المضرب 1.000.000 درهم.[22]
- هيئة المحامين بالرباط 1.000.000 درهم.[23]
- الجامعة الملكية المغربية للكراطي 500.000 درهم.[24]
- المجلس الوطني لحقوق الإنسان 5000.000 درهم.[25]

## الجماعات الترابية
- مجلس جهة الدار البيضاء 50.000.000 درهم.[26]
- جماعة الدار البيضاء 30.000.000 درهم.[27]
- مجلس عمالة الدار البيضاء 20.000.000 درهم.[28]
- جماعة طنجة 5.000.000 درهم.[29]
- المجلس الإقليمي أوسرد 2.000.000 درهم.[30]